# Thrills (Ellen Allien)
Thrills è un album in studio della musicista e disc jockey tedesca Ellen Allien, pubblicato nel 2005.

## Tracce
1. Come – 6:38
2. The Brain Is Lost – 5:18
3. Your Body Is My Body – 5:20
4. Naked Rain – 4:54
5. Washing Machine Is Speaking – 5:26
6. Down – 4:35
7. Ghost Train – 3:06
8. Cloudy City – 6:20
9. She Is with Me – 5:03
10. Magma. – 8:27